# Joseph and the Amazing Technicolor Dreamcoat (Musical)

Logo von Joseph

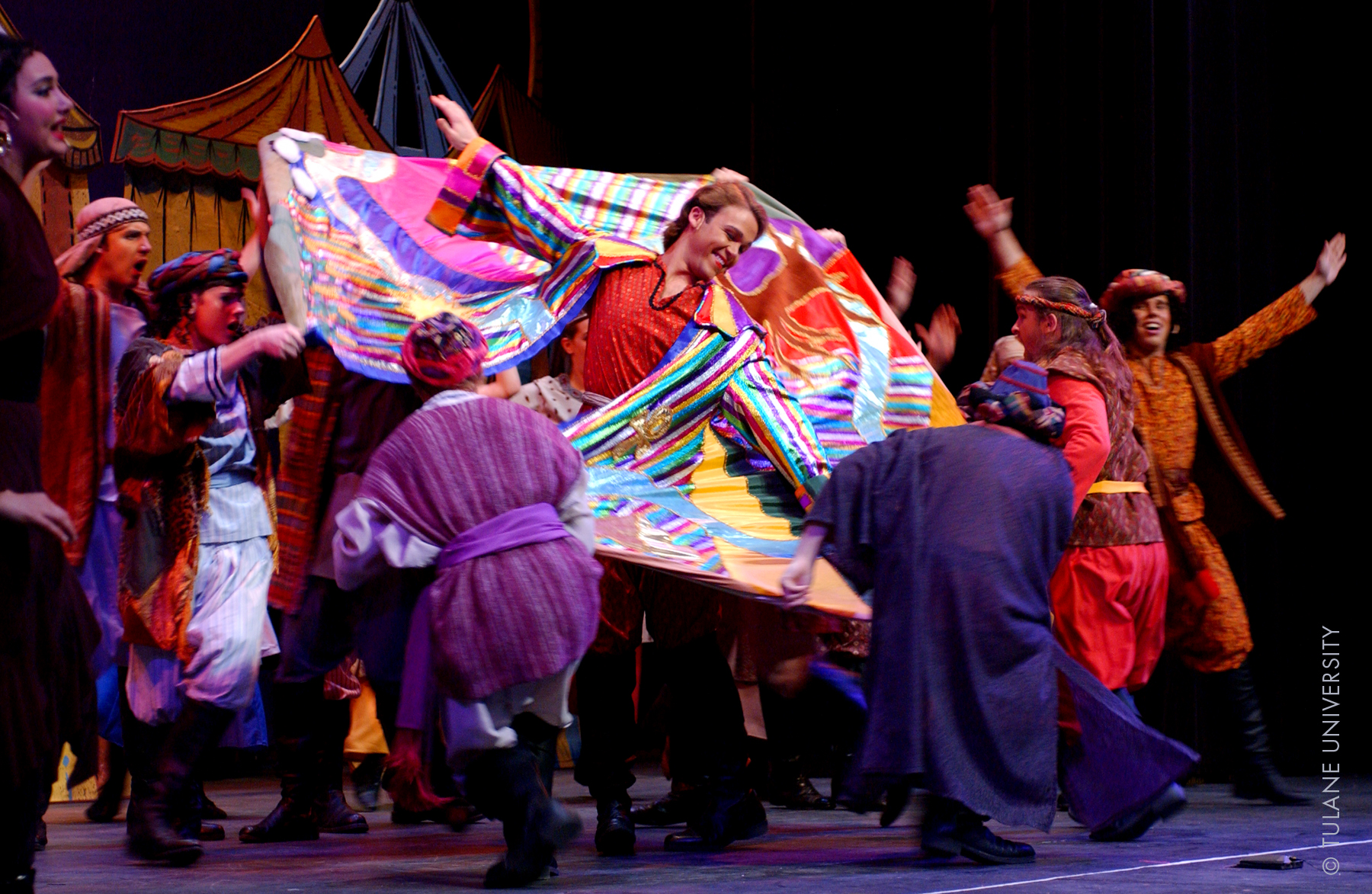
Joseph and the Amazing Technicolor Dreamcoat, 2005

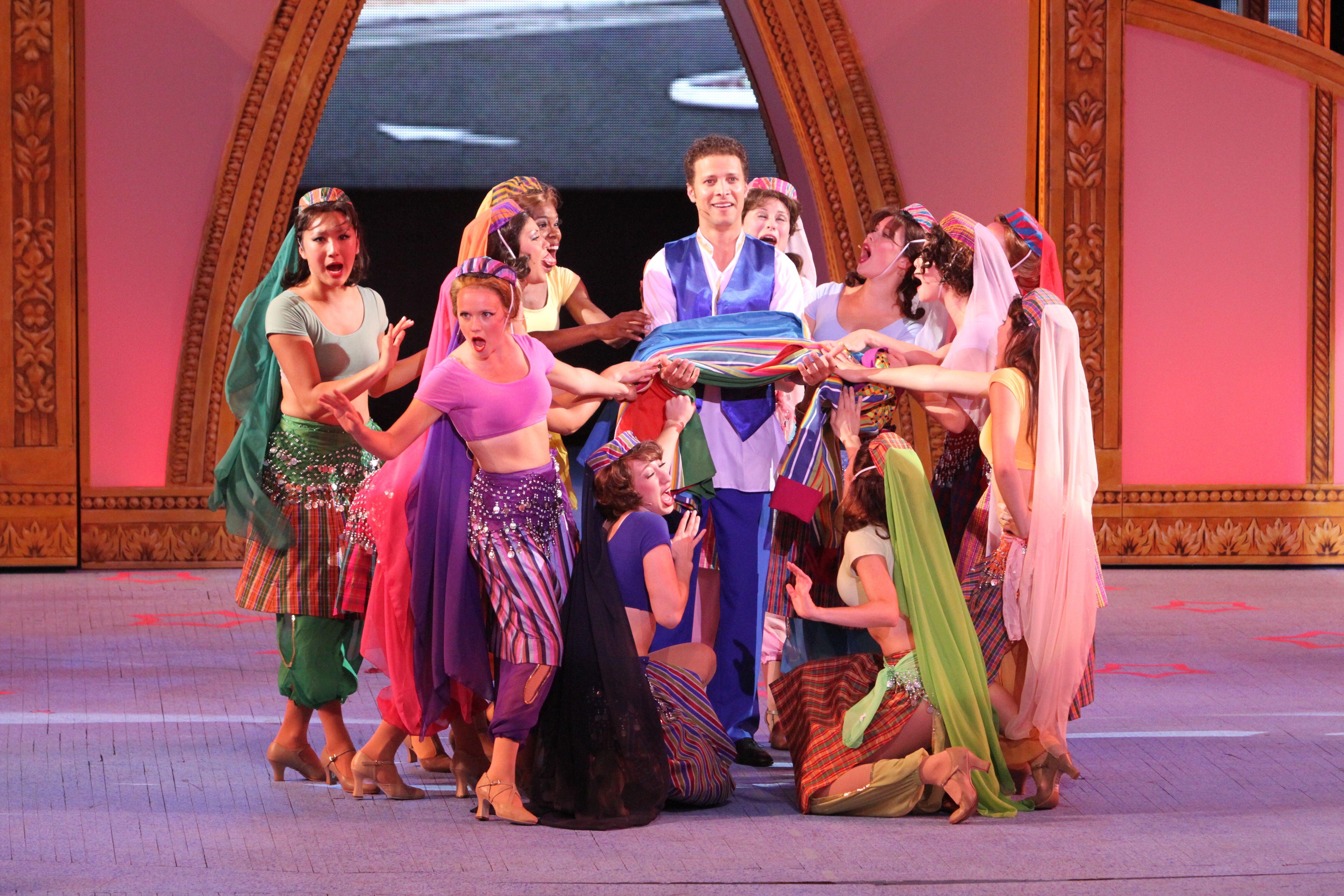
Joseph and the Technicolor Dreamcoat, The Muny Production, 2012

Das Musical Joseph and the Amazing Technicolor Dreamcoat wurde 1968 von Andrew Lloyd Webber (Musik) und Tim Rice (Buch, Texte) verfasst. Bekanntester Song ist der Titel Any Dream Will Do / Wie vom Traum verführt, der am Anfang des Stückes (gesungen von Joseph) die Rückblende in die eigentliche Handlung einleitet und später noch einmal als Duett zwischen Joseph und der Erzählerin das große Finale einleitet.

## Handlung
Das Musical erzählt die biblische Geschichte von Josef in Ägypten, auch Joseph der Träumer genannt. Dieser war ein Sohn des Patriarchen Jakob und späterer Berater des ägyptischen Pharaos.
Die Erzählerin berichtet vor einer größeren Gruppe Kindern (Kinderchor) von einer Geschichte aus Kanaan, die vom Blickwinkel der Kinder aus dargestellt wird: Jakobs Lieblingssohn Joseph wird aus Eifersucht von seinen Brüdern an den reichen Potifar verkauft. Dessen Ehefrau versucht, den jungen Mann zu verführen, was dazu führt, dass es in Potifars Haushalt Ärger gibt: Joseph wird ins Gefängnis geworfen. Dank seines erfolgreichen Traumdeutens kann Joseph seine Haut retten, indem er den „King“ Pharao vor einer siebenjährigen Hungersnot warnt und Ägypten als Wirtschaftsminister durch diese schwierige Zeit führt. Dabei trifft er seine Brüder wieder und verzeiht ihnen.

## Künstlerische Gestaltung
Musikalisch besteht das Musical aus einer Vielzahl von Parodien verschiedenster Musikstile und Hommagen an bekannte Musiker. So klingt der Titel Benjamin Calypso stark nach Harry Belafonte; Pharao sieht Elvis Presley nicht nur frappierend ähnlich, sondern singt auch seinen Song of the King in dessen Stil; One More Angel in Heaven ist eine typische Country-Ballade, Those Canaan Days ein mit jiddisch-französischem Akzent gesungenes Chanson und The Brothers Come To Egypt ein Cha-Cha-Cha, um nur einige Beispiele zu nennen.
Die Texte zeichnen sich durch die augenzwinkernde Erzählweise, rasanten Wortwitz, viele neuzeitliche Bezüge und intelligente Reimbildungen aus. Deshalb bleiben alle Übersetzungen des Stückes weit hinter der Originalfassung zurück. Dies zeigt sich schon daran, dass mehrere internationale Produktionen auf eine Übersetzung des Musicaltitels verzichten und das Stück nur als Joseph bewerben (so auch die deutsche Version in Essen).

## Aufführungen
Das Musical fand seine Welturaufführung im Rahmen einer Schulaufführung der Londoner Colet Court School am 1. März 1968. Auf Grund der positiven Resonanz fanden weitere Aufführungen im selben Jahr unter anderem in St Paul’s Cathedral statt. Anfang 1969 wurde eine Aufnahme veröffentlicht, die inzwischen auch auf CD erschienen ist.
1973 wurde das Musical infolge des großen Erfolges des Webber/Rice-Werkes Jesus Christ Superstar auch am Albery Theatre im Londoner West End inszeniert. 1980 folgte die deutsche Erstaufführung des englischen Originals durch die Musicalgruppe der Goetheschule Wetzlar. 1982 folgte die Broadway-Premiere am Royale Theater.
In der Folge diente das Musical immer mehr als beliebtes Kindermusical, das an Schulen in aller Welt aufgeführt wurde. Andrew Lloyd Webber war mit dieser Entwicklung so unzufrieden, dass er 1991 eine überarbeitete Fassung als Maß aller Dinge im Palladium (West End, London) produzierte (mit Jason Donovan in der Rolle des Joseph). Diese Version wurde in der Folgezeit unter anderem in Los Angeles, am Broadway, in Toronto, als Tourneeproduktion, in Wien und in Essen gezeigt. Als Beispiel des technischen Aufwandes sei das elektrische Kamel genannt, das für verschiedene Gastspiele und Tourneen in jeweils dafür angepassten Versionen von Roboter-Konstrukteur David Buckley geliefert wurde. 1999 entstand eine an diese Inszenierungen angelehnte Musicalverfilmung: Joseph and the Amazing Technicolor Dreamcoat (1999). Für Schul- und Amateuraufführungen wurden eigene Versionen entwickelt, die sich in Aufführungsdauer und Anforderung (vor allem an die Orchesterbegleitung) unterscheiden.
In den Jahren 2003–2005 kam es zu einem zweiten West-End-Revival, als sich eine langjährige Tourneeproduktion im New London Theatre niederließ. Diesmal übernahm Stephen Gately von Boyzone die Titelrolle.
Die Freilichtspiele Tecklenburg zeigten das Musical unter der Regie von Werner Bauer und der musikalischen Leitung von Klaus Hillebrecht von Juni bis August 2014. Die Titelrolle des Joseph wurde von Alexander Klaws gespielt. Die Produktion wurde bei den Musical Awards des Musikmagazin „Da Capo“ zum besten „Short Term Musical“  auf Platz 1 gewählt; Werner Bauer belegte in der Kategorie „Beste Regie“ Platz 2.; Alexander Klaws Platz 2 der besten männlichen Darsteller 2014;. Bei den Musicalwahlen des Online Musicalmagazins „Musical 1“ wurde die Produktion bei 100 000 abgegebenen Stimmen zur besten „Open Air Produktion“ gewählt. Alexander Klaws mit 33 % zum besten Musicaldarsteller.

## Titelliste
1. Akt
- Prolog
- Any Dream Will Do (Wie vom Traum verführt)
- Jacob and Sons / Joseph`s Coat (Jakob & Co / Josephs Kleid)
- Joseph’s Dreams (Josephs Träume)
- Poor, Poor Joseph (Armer Joseph)
- One More Angel in Heaven (Ein Engel mehr schwebt am Himmel)
- Hoedown
- Potiphar
- Close Every Door  (Schließt jede Tür)
- Go, go, go Joseph

2. Akt
- Pharao Story
- Poor, Poor Pharaoh (Armer Pharao)
- Song of the King (Sieben fette Kühe)
- Pharaoh's Dream Explained (Pharaos Traum gedeutet)
- Stone the Crows (Mich tritt ein Pferd)
- Those Canaan Days (In Kanaan einst)
- The Brothers Come To Egypt / Grovel, Grovel (Die Brüder kommen nach Ägypten / Einschleim, Einschleim)
- Who's the Thief? (Na, wer war's?)
- Benjamin-Calypso
- Joseph All the Time (Joseph jetzt wie einst)
- Jacob in Egypt (Jakob in Ägypten)
- Finale: Any Dream Will Do (Reprise) (Wie vom Traum verführt / Gebt mir mein Träumerkleid)
- Joseph Megamix

## Übersetzungen
- Die deutschsprachige Version von Joseph and the Amazing Technicolor Dreamcoat hat Heinz Rudolf Kunze geschaffen.[5][6]